# Абітібі-Теміскамінг
Абітібі-Теміскамінг (фр. Abitibi-Témiscamingue) — адміністративний регіон  розташований на північному сході  провінції Квебек (Канада). У списку регіонів Квебеку має умовний номер «08».
Регіон вважається віддаленим, населення невелике. Через нестачу роботи чимало молоді переселяється до південніших регіонів, зокрема до Монреалю, до Гатіно і до міста Квебек. 
Регіон є багатий корисними копалинами. Багато шахт.

## Міста
Руен-Норанда, Валь-д'Ор, Амос, Ля-Сарр (La Sarre), Віль-Марі (Ville-Marie).

## Демографія
- Населення: 150 622 (2007)
- Площа: 65 143 км² (2007)
- Щільність: 2 мешканці /км² (2007)
- Народжуваність: 9,2 ‰ (2004)
- Смертність: 7,5 ‰ (2003)
- Мова, якою розмовляють вдома
  - Французька мова, 94,8 %
  - Англійська мова, 3,6 %
  - Мова індіанців алгонкінів (коло 2000 осіб; інші алгонкіни розмовляють англійською або французькою)[3]
- Мова, якою розмовляють на роботі (2001)
  - Французька, 78,6 %
  - Французька та англійська, 19,1 %[4]

## Українці у Абітібі

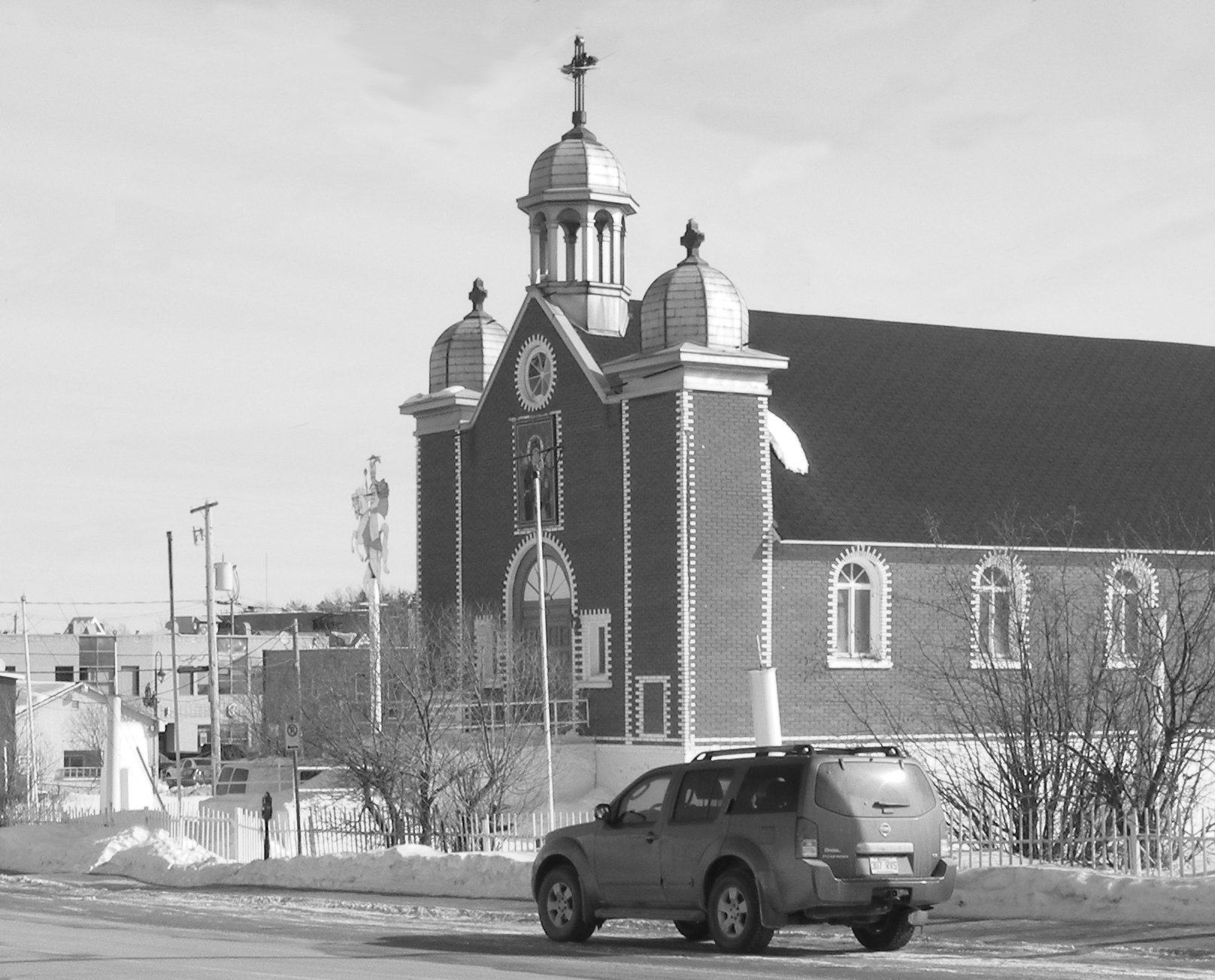
Українська церква у містечку Валь-д'Ор (Val-d'Or)

Після Другої Світової війни у Абітібі виникла помітна українська громада. Новоприбулі іммігранти з України знаходили роботу на шахтах. Діяли українська церква, вечірня українська школа (де українські діти вчили рідну мову) і навіть маленька радіостанція. Пізніше громада зменшилася: діти українських іммігрантів виросли і переселилися у південніші регіони, зокрема до провінції Онтаріо.